# Torrent de Son Catlar
El torrent de Son Catlar és el curs d'aigua torrencial més important de la conca de Campos (Mallorca). És la continuació del torrent d'Alfàbia, que recull les aigües del vessant sud-oest del massís de Randa. En conjunt drena una superfície d'uns 100 km².
És un torrent molt antropitzat i gran part del seu recorregut està canalitzat, o bé transformat en camí o bé eixermat com a camps agrícoles i com la majoria de cursos d'aigua de la conca en certs punts no té un curs definit.
Desemboca les seves aigües al Salobrar de Campos després de creuar les contrades de sa Sorda i la possessió Son Catlar (d'on en pren el nom). Alguns dels seus afluents són el torrent de Païssa, el torrent de Son Lluís, el torrent des Tast, el torrent de la Poruga i el torrent des Punt.